# Marise Chamberlain
Marise Chamberlain (Christchurch, 5 de diciembre de 1935 - 5 de noviembre de 2024) fue una atleta neozelandesa, especializada en la prueba de 800 m en la que llegó a ser medallista de bronce olímpica en 1964.

## Carrera deportiva
En los JJ. OO. de Tokio 1964 ganó la medalla de bronce en los 800 metros, con un tiempo de 2:02.8 segundos, llegando a meta tras la británica Ann Packer que batió el récord del mundo con 2:01.1 segundos, y la francesa Maryvonne Dupureur (plata).